# Vol. 4
Vol. 4 é o quarto álbum de estúdio da banda britânica de heavy metal Black Sabbath, lançado em 1972. O título original do álbum seria Snowblind, que faz referência ao uso de cocaína, mas a gravadora não os deixou manter o título, pois naqueles dias a cocaína era um problema sério e eles não queriam causar polêmica. Então o título Snowblind foi descartado e o quarto álbum foi intitulado apenas como Vol. 4. Em 2017, foi eleito o 14º melhor álbum de metal de todos os tempos pela revista Rolling Stone. Em fevereiro de 2021, foi lançada uma versão remasterizada do álbum com vinte faixas inéditas.

## Produção
Em junho de 1972, o Black Sabbath começou a trabalhar em seu quarto álbum nos estúdios Record Plant Studios, em Los Angeles.
"É o primeiro álbum que produzimos", disse Ozzy Osbourne. “Anteriormente, tínhamos Rodger Bain como produtor que, embora seja muito bom, não era capaz de perceber o que a banda  estava fazendo de fato. Era uma questão de comunicação. Desta vez, fizemos isso com Patrick, nosso empresário, e acho que estamos todos muito felizes... Foi ótimo trabalhar em um estúdio americano".
A gravação do álbum foi marcada por vários conflitos, a maioria devido ao abuso de substâncias. No estúdio, a banda costumava armazenar cocaína dentro de caixas acústicas.
Com dificuldades para gravar a faixa Cornucopia depois de "sentar no meio da sala, apenas usando drogas", Bill Ward temeu ser demitido: "Eu odiava a música, havia alguns padrões que eram simplesmente horríveis. Eu acertei no final, mas a reação que recebi foi fria. Era como: "Bem, vá para casa, você não está sendo útil agora. Senti que tinha estragado tudo, estava prestes a ser despedido." De acordo com o livro How Black Was Our Sabbath, Ward "sempre foi um alcoólatra, mas raramente parecia bêbado", provavelmente devido ao consumo concomitante de álcool e cocaína.
Em sua autobiografia I Am Ozzy, Ozzy Osbourne comenta detalhadamente as sessões: "Apesar de toda a agitação em torno do álbum, aquelas poucas semanas em Bel Air foram musicalmente as mais intensas que já tivemos". Osbourne complementa: "Eventualmente, começamos a nos perguntar de onde vinha toda a coca.. aquela coca era a substância mais branca, pura e forte que você poderia imaginar. Uma cheirada e você era o rei do universo." Osbourne também relata a ansiedade generalizada dos membros da banda devido à possibilidade de serem pegos em posse da droga, o que piorou depois que eles foram ao cinema ver The French Connection (1971), onde havia policiais de Nova Iorque disfarçados, que prenderam uma quadrilha internacional de traficantes de heroína. "No momento em que os créditos começaram", disse Osbourne, "eu estava hiperventilando". Em 2013, Butler admitiu à revista Mojo que a heroína também havia sido usada nas gravações do álbum: "Nós cheirávamos, nunca injetamos... Eu não percebi o quão insanas as coisas tinham ficado até que eu fui para casa e a garota com quem eu estava não me reconheceu".

## Composição
Foi em Vol. 4 que o Black Sabbath  aprofundou sua experimentação com o som pesado pelo qual a banda se tornou conhecida. Em junho de 2013, a revista Mojo disse: "Se o álcool e outras drogas marcaram os álbuns anteriores do Sabbath, o Vol. 4 é a cocaína da banda... Apesar da escalada da toxicodependência entre os membros da banda, o Vol. 4 é, em termos musicais, uma viagem ambiciosa. O som pesado característico da banda permanece intacto em canções como Tomorrow's Dream, Cornucopia e Supernaut (uma das favoritas de Frank Zappa), mas na introdução dos riffs de guitarra na faixa St. Vitus Dance há uma sonoridade mais suave, com uma certa essência do Led Zeppelin, enquanto a faixa Laguna Sunrise é um instrumental mais evocativo". Foi após ter ficado acordado durante toda a noite e observar o nascer do sol em Laguna Beach, que Tony Iommi compôs a música. No estúdio, o instrumental de Iommi  em Laguna Sunrise foi acompanhado por uma orquestra. A mesma orquestra acompanhou a banda em Snowblind.
Na canção Snowblind, encontra-se a apologia mais explícita feita pela banda à cocaína, que era a droga mais consumida pelos membros da banda neste período. Snowblind também seria o título do álbum, mas os executivos da Vertigo Records relutaram lançar um álbum com uma referência tão óbvia às drogas. O encarte de álbum agradece "the great COKE-cola". Em sua autobiografia, Osbourne disse que "Snowblind foi um dos melhores álbuns de todos os tempos do Black Sabbath – embora a gravadora não tenha nos deixado manter o título, porque naquela época, a cocaína era muito comentada e eles não queriam ser incomodados por uma possível controvérsia. Nós não discutimos".
Embora a maior parte do álbum seja marcada pelo estilo musical característico da banda, algumas músicas demonstram uma abordagem mais sensível. Changes, por exemplo, composta por Iommi e escrita por Geezer Butler, é uma canção mais suave que mistura piano com mellotron. Iommi aprendeu a tocar piano sozinho, depois que encontrou um na casa em Bel-Air onde estavam gravando o álbum. Foi neste piano que Changes foi composta. “Tony apenas sentou-se junto ao piano e nos trouxe este belo riff”, escreveu Osbourne em sua autobiografia. "Eu cantei uma melodia um pouco acima do tom, e Geezer escreveu essa letra, que é de partir o coração, inspirado pela separação que Bill Ward estava tendo com sua esposa. Achei isto brilhante desde o momento em que gravamos".
A canção FX surgiu inesperadamente no estúdio. Após fumar haxixe, o crucifixo pendurado no pescoço de Tonny Iommi caiu acidentalmente sobre as cordas de sua guitarra, e fez com que a banda se interessasse pelo som incomum que foi produzido. Posteriormente, um efeito de eco foi adicionado e a banda passou a bater na guitarra com vários objetos, a fim de gerar efeitos sonoros distintos. Iommi disse que a música foi "uma piada total".
Sobre a faixa Wheels of Confusion, Henry Rollins disse que: "É sobre a alienação e estar perdido nas rodas da confusão, que é como me sinto a maior parte do tempo. Sabbath poderia ser minha banda favorita. É, definitivamente,  a rocha do homem solitário. Há algo em suas melodias que é tão doloroso e, ainda assim, tão poderoso".
Ao comentar sobre o álbum em entrevista à revista Circus Raves, Tony Iommi disse que: "Foi uma mudança completa –, sentimos que tínhamos feito mais de um álbum, realmente... Nós entamos ir longe demais".

## Capa
A capa do álbum é uma fotografia monocromática de Ozzy Osbourne com as mãos levantadas e fazendo o símbolo da paz, e sua versão original foi captada pelo fotógrafo Keith MacMillan, durante um show do Black Sabbath no Birmingham Town Hall, em janeiro de 1972. O lançamento original do álbum (pela Vertigo no Reino Unido, pela Warner Bros. nos Estados Unidos e pela Nippon Phonogram no Japão) trazia uma capa dobrável com uma página colada no meio. A cada membro da banda foi dedicada uma página com suas fotos, e havia uma foto da banda durante uma apresentação no centro do encarte. Todas as fotos foram captadas durante o show em Birmingham.

A fotografia, sem tratamento de imagem, que deu origem à capa do Vol. 4. A foto foi captada por Keith MacMillan durante apresentação da banda no Birmingham Town Hall, em janeiro de 1972.

Os lançamentos do álbum nos Estados Unidos, nas versões em cartucho e fita cassete de 8 faixas, trazem uma capa alternativa: a silhueta de Ozzy aparece em preto com um fundo amarelo.

## Lançamento e recepção
| Críticas profissionais        | Críticas profissionais |
| Avaliações da crítica         | Avaliações da crítica  |
| Fonte                         | Avaliação              |
| ----------------------------- | ---------------------- |
| AllMusic                      | [ 18 ]                 |
| Rolling Stone                 | favorável              |
| The Rolling Stone Album Guide | [ 20 ]                 |
| Classic Rock                  | [ 21 ]                 |
| Spin Alternative Record Guide | 8/10                   |
| Encyclopedia of Popular Music | [ 23 ]                 |
| Sputnikmusic                  | [ 24 ]                 |

Quando Vol. 4 foi lançado em setembro de 1972, a maioria dos críticos emitiu resenhas negativas arceca do álbum. Apesar disso, ele foi certificado como disco de ouro em menos de um mês e foi o quarto álbum consecutivo do Black Sabbath a atingir o marco de um milhão de cópias vendidas nos Estados Unidos. Vol. 4 alcançou a 13.ª posição na parada de álbuns pop da Billboarde a 8.ª posição na UK Albums Chart. A canção Tomorrow's Dream foi lançada como single, mas não foi bem sucedida nas paradas. Após uma extensa turnê pelos Estados Unidos, a banda fez sua primeira turnê na Austrália, em 1973, e posteriormente mais uma turnê pela Europa.
O jornalista e crítico musical Lester Bangs, que havia emitido opiniões negativas sobre os álbuns anteriores da banda, elogiou Vol. 4, e escreveu na revista Creem: "Vimos os Stooges enfrentarem a noite com ferocidade e um entregamento completo, e Alice Cooper está explorando isso ao máximo, transformando a performance em um circo. Mas houve apenas uma banda que lidou honestamente em termos de significância para as porções variadas de pessoas presentes no público, e não apenas lutando contra isso em uma estrutura mítica, que é tanto pessoal quanto poderosa, mas também no sentido de terem se engradecido como artistas. E essa banda é o Black Sabbath." Bangs também comparou as letras da banda às de Bob Dylan e aos poemas de William S. Burroughs.
Em junho de 2000, a revista Q listou o Vol. 4 na posição 60 emseu ranking dos 100 melhores álbuns britânicos de todos os tempos, descrevendo o álbum como "o som de hooligans viciados em drogas e bebedores de cerveja". Na biografia Black Sabbath: Symptom of the Universe (2013), escrita pelo jornalista britânico Mick Wall, ele disse que a canção Under The Sun se tornou o "ícone de referência sonora" para as bandas que seguiriam o Sabbath nos anos seguintes, como Iron Maiden e Metallica. O cultuado músico Frank Zappa disse que Supernaut era uma das canções que estavam entre "suas favoritas de todos os tempos". Em uma entrevista concedida à revista Guitar for the Practicing Musician, em 1994, Butler disse: "Eu amei a abordagem lírica de Zappa. Isto, definitivamente, influenciou-me liricamente". Supernaut também foi mencionada por John Bonham, baterista do Led Zeppelin, como sendo uma de suas canções favoritas.
A revista Kerrang! listou o álbum na 48.ª posição entre os "100 Melhores Álbuns de Heavy Metal de Todos os Tempos".  A Rolling Stone classificou-o em 14º em sua lista de 2017 dos "100 Melhores Álbuns de Metal de Todos os Tempos". O álbum também foi incluído no livro 1001 Albums You Must Hear Before You Die. Tom G. Warrior, vocalista e guitarrista do Triptykon e fundador das bandas Hellhammer e Celtic Frost, disse que Vol. 4 foi muito influente em sua obra musical e que "aprendeu a tocar guitarra com esse álbum".

## Lista de faixas
Todas as músicas foram compostas por Black Sabbath (Geezer Butler, Tony Iommi, Ozzy Osbourne e Bill Ward, e as letras escritas por Geezer Butler.
| Lado A |                                        |         |  |
| N.º    | Título                                 | Duração |  |
| 1.     | "Wheels of Confusion/The Straightener" | 8:14    |  |
| 2.     | "Tomorrow's Dream"                     | 3:12    |  |
| 3.     | "Changes"                              | 4:46    |  |
| 4.     | "FX"                                   | 1:43    |  |
| 5.     | "Supernaut"                            | 4:50    |  |

| Lado B         |                                          |         |  |
| N.º            | Título                                   | Duração |  |
| 6.             | "Snowblind"                              | 5:33    |  |
| 7.             | "Cornucopia"                             | 3:55    |  |
| 8.             | "Laguna Sunrise"                         | 2:56    |  |
| 9.             | "St. Vitus Dance"                        | 2:29    |  |
| 10.            | "Under the Sun/Every Day Comes and Goes" | 5:53    |  |
| Duração total: | Duração total:                           | 42:08   |  |

Versão remasterizada de 2021:
| 2021 Vol. 4 Super Deluxe disco dois (Outtakes, New Mixes) |                                |         |  |
| N.º                                                       | Título                         | Duração |  |
| 1.                                                        | "Wheels of Confusion"          | 8:14    |  |
| 2.                                                        | "Changes"                      | 3:06    |  |
| 3.                                                        | "Supernaut"                    | 4:11    |  |
| 4.                                                        | "Snowblind"                    | 5:02    |  |
| 5.                                                        | "Laguna Sunrise"               | 2:31    |  |
| 6.                                                        | "Under the Sun (Instrumental)" | 3:44    |  |
| Duração total:                                            | Duração total:                 | 24:26   |  |

| 2021 Vol. 4 Super Deluxe disco três (Alternative Takes, False Starts & Studio Dialogue) |                                                          |         |  |
| N.º                                                                                     | Título                                                   | Duração |  |
| 1.                                                                                      | "Wheels of Confusion (False Start with Studio Dialogue)" | 0:26    |  |
| 2.                                                                                      | "Wheels of Confusion (Alternative Take 1)"               | 4:03    |  |
| 3.                                                                                      | "Wheels of Confusion (Alternative Take 2)"               | 5:20    |  |
| 4.                                                                                      | "Wheels of Confusion (Alternative Take 3)"               | 5:24    |  |
| 5.                                                                                      | "Wheels of Confusion (Alternative Take 4)"               | 5:30    |  |
| 6.                                                                                      | "The Straightener (Outtake)"                             | 3:18    |  |
| 7.                                                                                      | "Supernaut (Outtake)"                                    | 5:10    |  |
| 8.                                                                                      | "Supernaut (Alternative Takes with False Starts)"        | 13:26   |  |
| 9.                                                                                      | "Snowblind (Alternative Take 1 - Incomplete)"            | 3:30    |  |
| 10.                                                                                     | "Under the Sun (False Start with Studio Dialogue)"       | 2:00    |  |
| 11.                                                                                     | "Under the Sun (Alternative Take with Guide Vocal)"      | 3:44    |  |
| Duração total:                                                                          | Duração total:                                           | 51:53   |  |

| 2021 Vol. 4 Super Deluxe disco quatro (Live in the UK 1973) |                            |         |  |
| N.º                                                         | Título                     | Duração |  |
| 1.                                                          | "Tomorrow's Dream"         | 3:21    |  |
| 2.                                                          | "Sweet Leaf"               | 5:31    |  |
| 3.                                                          | "War Pigs"                 | 7:52    |  |
| 4.                                                          | "Snowblind"                | 5:17    |  |
| 5.                                                          | "Killing Yourself to Live" | 5:45    |  |
| 6.                                                          | "Cornucopia"               | 4:55    |  |
| 7.                                                          | "Wicked World"             | 19:57   |  |
| 8.                                                          | "Supernaut/Drum Solo"      | 3:57    |  |
| 9.                                                          | "Wicked World (Reprise)"   | 2:17    |  |
| 10.                                                         | "Embryo"                   | 0:23    |  |
| 11.                                                         | "Children of the Grave"    | 5:37    |  |
| 12.                                                         | "Paranoid"                 | 4:11    |  |
| Duração total:                                              | Duração total:             | 1:09:04 |  |

## Créditos
Black Sabbath
- Tony Iommi − guitarra, Piano e Mellotron em "Changes"
- Geezer Butler − baixo, Mellotron em "Changes
- Ozzy Osbourne − vocais
- Bill Ward − bateria
  - Produzido por Patrick Meehan e Black Sabbath
  - Engenharia de som por Colin Coldwell e Vic Smith

## Desempenho nas paradas
| Ano  | Paradas | Paradas | Paradas | Certificações                            |
| Ano  | UK      | NOR     | US      | Certificações                            |
| ---- | ------- | ------- | ------- | ---------------------------------------- |
| 1972 | 8       | 7       | 13      | Prata (UK) Platina (US) Platina (Canadá) |

| Paradas (2021)                        | Posição |
| ------------------------------------- | ------- |
| Alemanha (Offizielle Deutsche Charts) | 8       |